# Fine Arts Museums of San Francisco

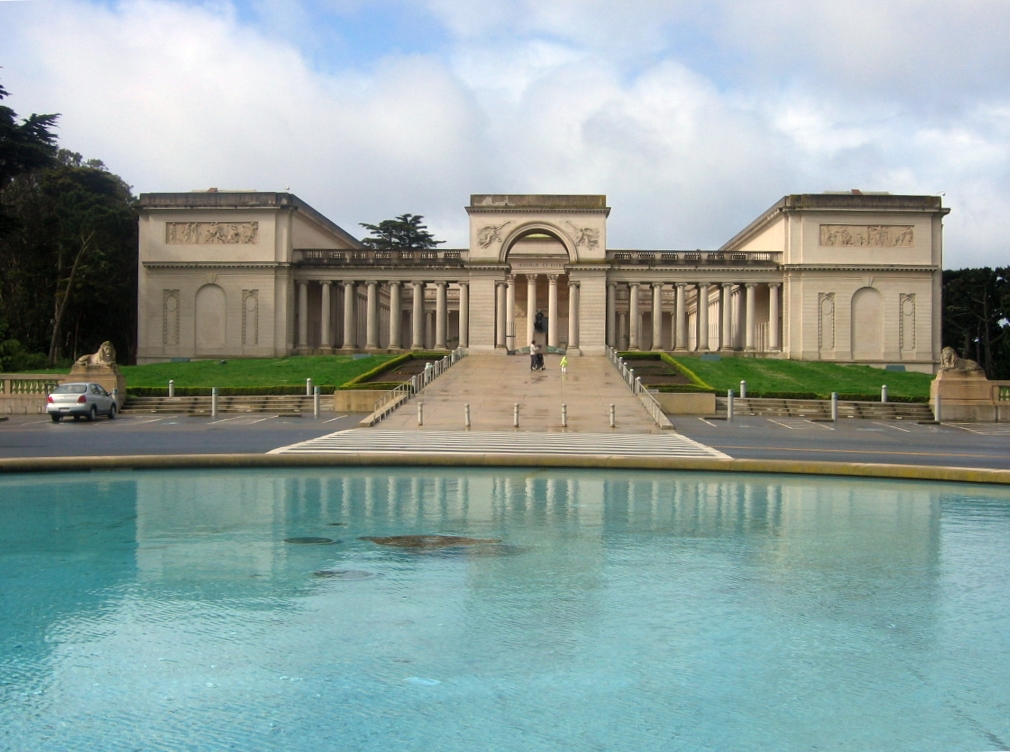
California Palace of the Legion of Honor im Lincoln Park

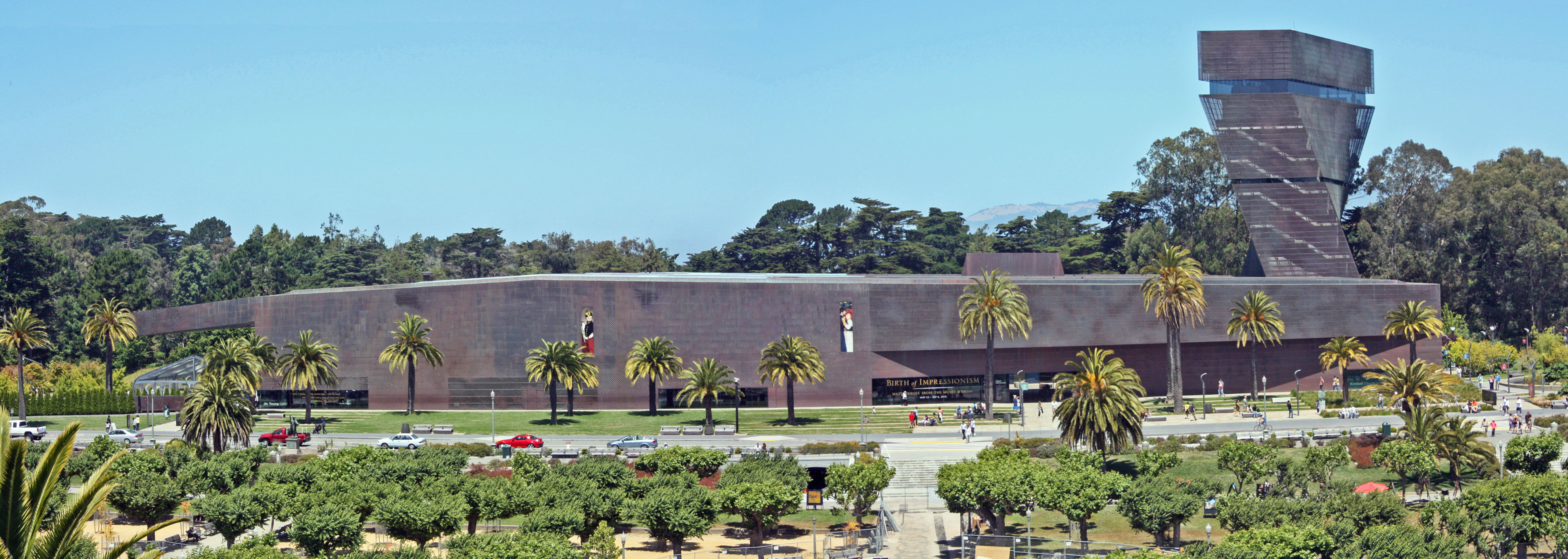
De Young Museum im Golden Gate Park

Die Fine Arts Museums of San Francisco (FAMSF) sind die größte öffentliche Kunst-Institution der Stadt San Francisco und zählen zu den bedeutendsten Museen Kaliforniens. Dazu gehören das Legion of Honor im Lincoln Park und das De Young Museum im Golden Gate Park. Die Institution wurde 1972 ins Leben gerufen, indem man das Museum Legion of Honor und das de Young Museum zusammenführte. Die Sammlung des Legion of Honor beinhaltet vor allem klassische Kunst aus Europa, mit großen Beständen aus dem 17., 18. und 19. Jahrhundert. In der Sammlung befinden sich aber auch moderne und postmoderne Werke sowie  frühgeschichtliche und antike Artefakte. 
Seit dem 1. November 2018 leitet der Brite Thomas P. Campbell (* 1962 in Singapur) die Museen als Direktor und geschäftsführender Vorstand. Er folgte auf Max Hollein, der im August 2018 Direktor des Metropolitan Museums geworden war.